# Iphoctesis echinipes
Iphoctesis echinipes är en spindelart som beskrevs av Simon 1903. Iphoctesis echinipes ingår i släktet Iphoctesis och familjen krabbspindlar.
Artens utbredningsområde är Madagaskar. Inga underarter finns listade i Catalogue of Life.